# Bundesstraße 39a
Pour les articles homonymes, voir Route 39A.
La Bundesstraße 39a est une Bundesstraße du Land de Bade-Wurtemberg.

## Géographie
La Bundesstraße 39a relie la Bundesstraße 39 entre Weinsberg et Ellhofen à la sortie 10 de la Bundesautobahn 81.